# Eugenia involucrata
La cereza del monte, cereza de Río Grande,  cerella  o  cerejeira  (Eugenia involucrata DC.;  es una especie de fanerógama; árbol fructífero, melífero y ornamental; de la familia de  Myrtaceae. 

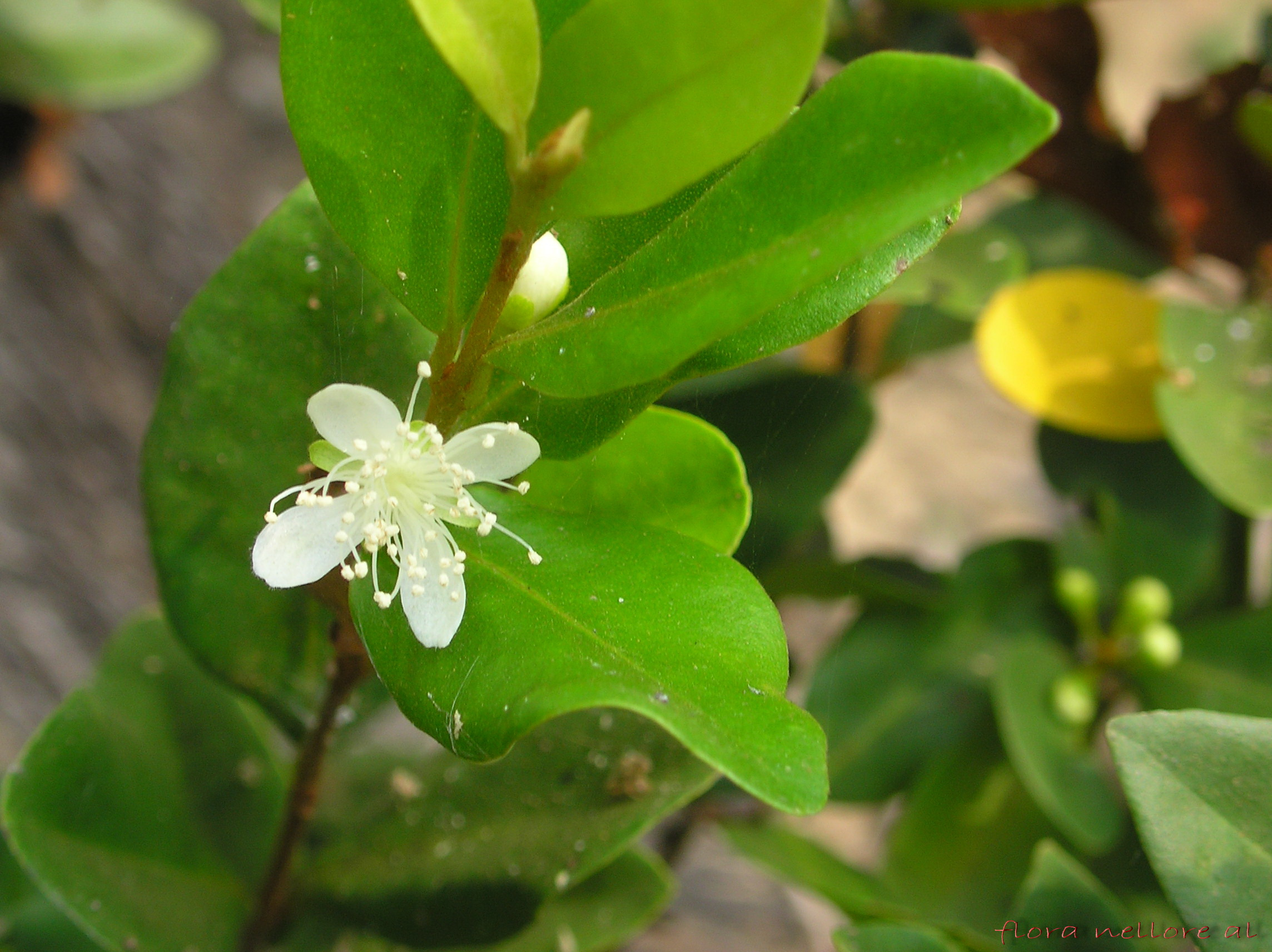
Detalle de la flor

## Distribución
Es endémica de Argentina,  Brasil, Paraguay, Uruguay . En Paraguay se la conoce con el nombre de Yvanamichai.

### Fruto
Comestible, madura pasadas tres semanas desde la floración. De color rojo hasta morado oscuro, alrededor de 2.5 cm de diámetro, con dulce sabor a cereza. Puede comerse cruda o usarse en la preparación de  mermeladas o jugos.

## Taxonomía
Eugenia involucrata fue descrita por John Gilbert Baker y publicado en Prodromus Systematis Naturalis Regni Vegetabilis 3: 264. 1828.
Etimología
Eugenia: nombre genérico otorgado en honor del  Príncipe Eugenio de Saboya.
involucrata: epíteto latino que significa "con involucro.
Sinonimia
- Eugenia aemilii Barb. Rodr.
- Eugenia bracteata Vell.
- Eugenia involucrata var. minutifolia Mattos & D.Legrand
- Eugenia laevigata (O.Berg) D.Legrand
- Eugenia minutifolia (Mattos & D.Legrand) Mattos
- Eugenia paraguayensis Barb. Rodr.
- Phyllocalyx involucratus (DC.) O.Berg
- Phyllocalyx laevigatus O.Berg
- Stenocalyx involucratus (DC.) Kausel[4]